# Difracció de neutrons
Els raigs X i electrons són de naturalesa electrònica i interfereixen amb l'entorn electrònic. Hi ha elements amb poca escorça i, per tant, hidrògens i àtoms molt lleugers no es poden determinar amb les tècniques de difracció de raigs X o amb difracció d'electrons. L'alternativa és utilitzar projectils que impactin sobre els nuclis i per això es va desenvolupar la  difracció de neutrons .
Els neutrons cauen dins el camp del nucli i incideixen sobre objectius nuclears, i és per això que és una tècnica utilitzada principalment per físics.

## Inconvenients
- Cal una mostra relativament gran.
- Cal un reactor nuclear per generar el feix de neutrons.